# Pentress (Virginie-Occidentale)
 (mars 2025).
Pentress est une census-designated place située dans le comté de Monongalia, dans l’État de Virginie-Occidentale, aux États-Unis. Lors du recensement de 2020, elle comptait 135 habitants.